# Ramon Carròs de Vilaragut i de Castellví
Ramon Carròs de Vilaragut i de Castellví (País Valencià, s. XVI), militar. Va ser fill del primer baró de Toga Francesc Carròs de Vilaragut i germà del diplomàtic Lluís Carròs de Vilaragut. Alcaid, capità i governador de Bugia des de 1513. Amb l'ajut de reforços mallorquins, catalans i sards, defensà la ciutat del setge dels turcs (1515). En la guerra de les Germanies va ser el capità de l'estol reial que desembarcà a Alcúdia l'octubre de 1522 i, després de derrotar els agermanats a Son Fornari i Rafal Garcés, assetjà la Ciutat de Mallorca, que capitulà el març de 1523.